# Erik Eriksson (konstnär)
Erik Wilhelm Eriksson, född 29 oktober 1911 i Fasterna, död 17 februari 1997 i Fasterna, var en svensk tecknare.
Han var son till Johan (Janne) Anton Eriksson och Emma Sofia Björklund. Eriksson studerade vid Tekniska skolan i Stockholm 1930–1932 och vid Otte Skölds målarskola 1951–1952 samt under studieresor till bland annat Norge. Han medverkade i utställningar med Sveriges allmänna konstförening och Uplands konstförening.